# Aubermesnil-Beaumais
Aubermesnil-Beaumais ist eine französische Gemeinde mit 524 Einwohnern (Stand 1. Januar 2022) im Département Seine-Maritime in der Region Normandie. Sie gehört zum Arrondissement Dieppe und zum Kanton Dieppe-1. Die Einwohner werden Aubermesnillais genannt.

## Bevölkerungsentwicklung
| Jahr      | 1962 | 1968 | 1975 | 1982 | 1990 | 1999 | 2007 | 2017 |
| Einwohner | 276  | 311  | 313  | 332  | 408  | 457  | 449  | 468  |

## Sehenswürdigkeiten
- Kirche Saint-Paul
- Kirche Saint-Laurent in Beaumais